# Salticus conjonctus
Salticus conjonctus là một loài nhện trong họ Salticidae.
Loài này thuộc chi Salticus. Salticus conjonctus được Eugène Simon miêu tả năm 1868.